# Ratsfreischule

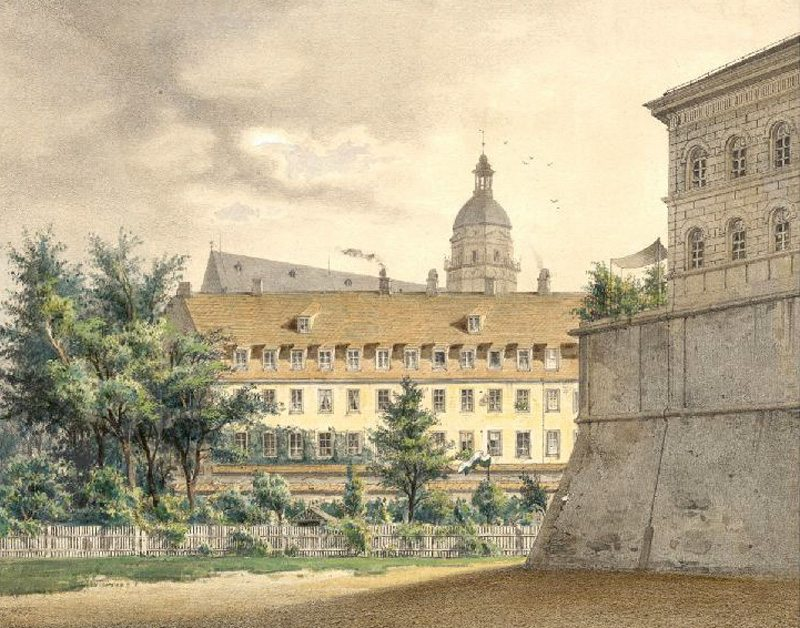
Die Ratsfreischule zwischen Pleißenburg und Thomaskirche, um 1850

Die Ratsfreischule war die erste städtische, nicht auf private Wohltätigkeit angewiesene, für Kinder mittelloser Eltern schulgeldfreie Volksschule in Leipzig.

## Geschichte
Die Ratsfreischule wurde auf Betreiben des Bürgermeisters Carl Wilhelm Müller und des Superintendenten Johann Georg Rosenmüller gegründet und am 16. April 1792 eröffnet, Müller wurde ihr Vorsteher. Als erster Direktor wurde Karl Gottlieb Plato berufen. Die Schule begann mit einer Schülerzahl von 171. Nach Müllers Tod war Justus Heinrich Hansen bis 1807 Vorsteher der Ratsfreischule.
Da die Pleißenburg 1764 aus der Liste der sächsischen Festungen gestrichen worden war, konnten ehemalige Mannschaftsunterkünfte neben der Pleißenburg als Schulgebäude genutzt werden. Die anliegende Gasse erhielt den Namen Schulgasse, ab 1876 Schulstraße und seit 2000 Ratsfreischulstraße.
Es gab zunächst drei Klassen, in denen Mädchen und Jungen von 7 bis 13 Jahren unterrichtet wurden. Neben fest angestellten Lehrern unterrichteten auch Theologiestudenten der Universität. Unter Karl Gottlieb Plato und Johann Christian Dolz, der ab 1800 stellvertretender Direktor war, erlangte die Schule einen sehr guten Ruf. Das wachsende Ansehen der Ratsfreischule in der Stadt veranlasste auch bemittelte Eltern dazu, die Aufnahme ihrer Kinder in die Schule zu beantragen, da sowohl Disziplin als auch Unterricht für weit besser galten als in den privaten Schulen. So hatte zum Beispiel ab 1820 Carl Friedrich Zöllner die Gesangslehrerstelle inne, auch der Pädagoge Johann Gottlob Hanschmann war an der Schule als Lehrer tätig.
Nach dem Tod von Plato war Dolz von 1833 bis 1843 Direktor. Ab 1871 und vermutlich bis zu seinem Tod 1878 war Louis Thomas Direktor der Einrichtung.
Die Ratsfreischule blieb bis 1852 in der Schulgasse. Anschließend hatte sie mehrere Standorte, bis sie in das wachsende Schulsystem der Großstadt und seine Nummerierung einbezogen war.
- 1792–1852 Schulgasse (heute Ratsfreischulstraße)  (→ Karte)
- 1852–1871 Nordseite des Thomaskirchhofs neben der ehemaligen Superintendentur und der Küsterei der Thomaskirche, danach dort Städtische Fortbildungsschule für Mädchen (→ Karte)
- 1871–1905 Zöllnerstraße 3 am Rosental (heute Emil-Fuchs-Straße), Vereinigte Rats- u. Wendlersche Freischule (→ Karte)
- ab 1905 Lessingstraße, Vereinigte Freischule (Annen-Schule), 1865 erbautes, ältestes noch in Betrieb befindliches Schulgebäude Leipzigs, heute Lessing-Grundschule (→ Karte)

Zum einhundertjährigen Bestehen der Ratsfreischule wurde in der Nähe ihres ersten Standorts (Dittrichring/Einmündung Ratsfreischulstraße) ein Denkmal für ihre ersten beiden Direktoren errichtet, das Plato-Dolz-Denkmal.

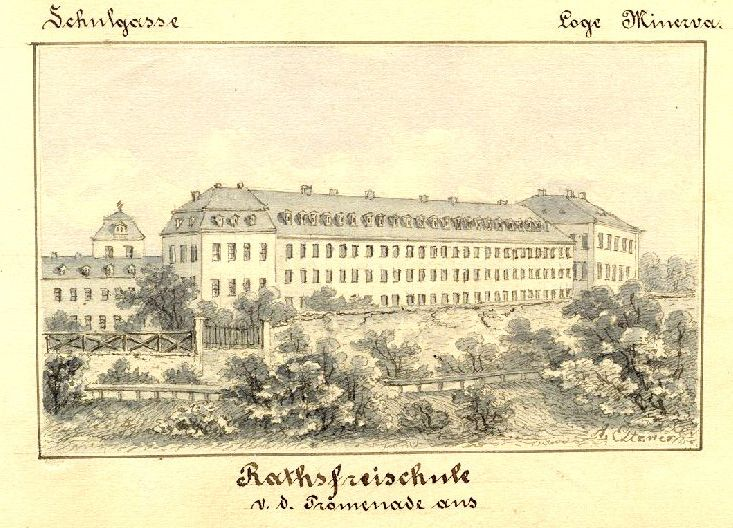
Das Gebäude an der Schulgasse
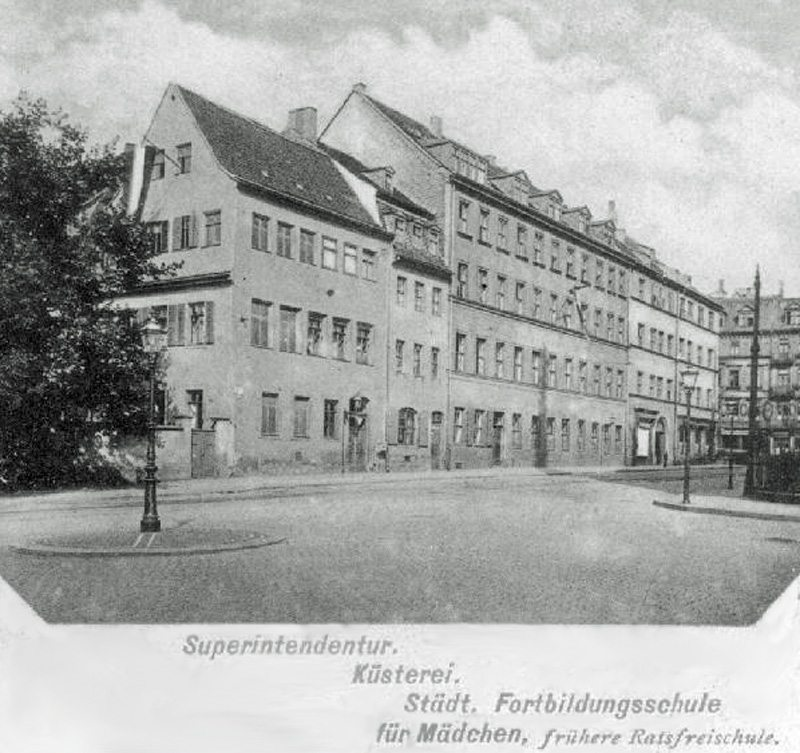
Am Thomaskirchhof
Am Rosental
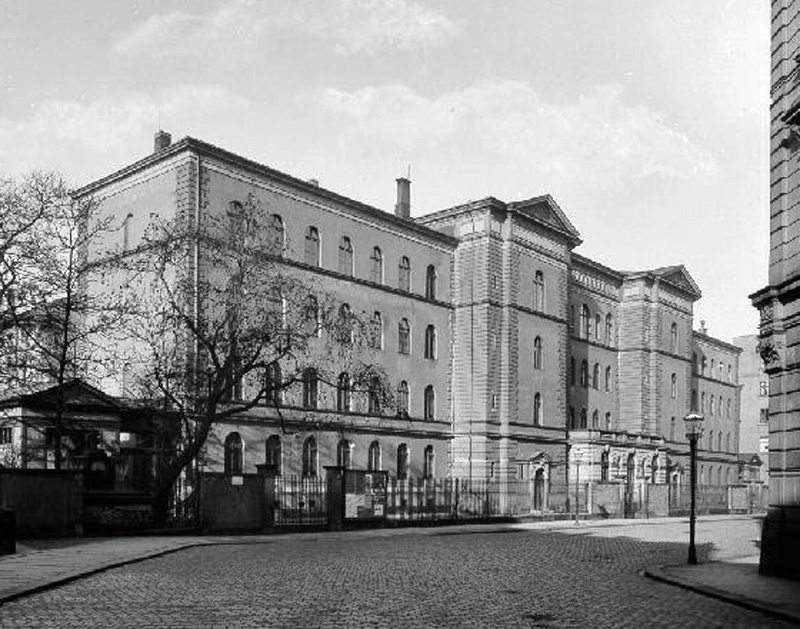
In der Lessingstraße
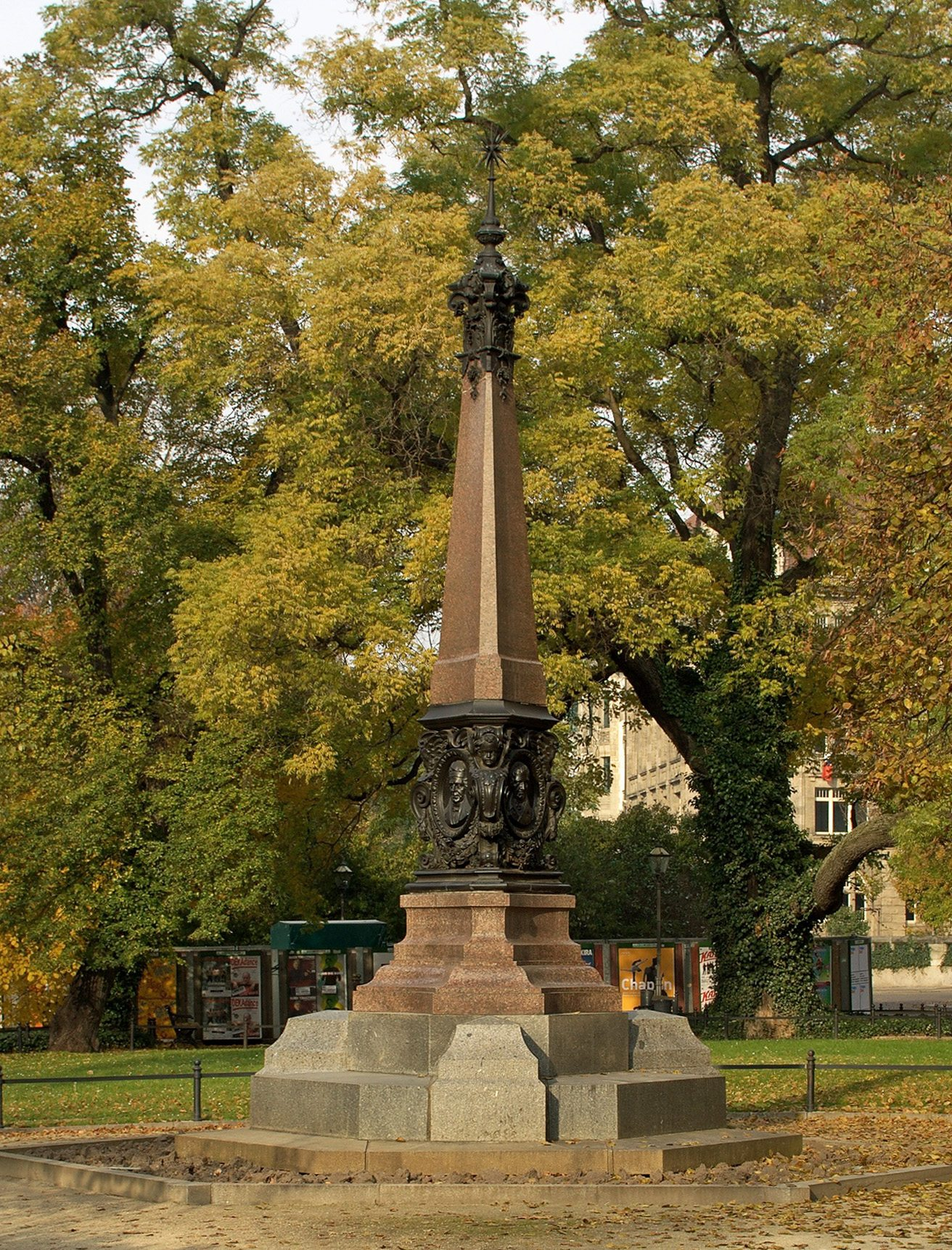
Das Plato-Dolz-Denkmal

## Private Freischulen
Bereits vor der Gründung der Ratsfreischule gab es in Leipzig private Freischulen. Die Hohenthalsche Frey- und Armenschule war 1774 durch Peter Graf von Hohenthal-Königsbrück vor der Hallischen Pforte für 60 Kinder errichtet worden. 1787 gründete der aus Nürnberg stammende Buchhändler Johann Wendler vor dem Grimmaischen Tor an der Ecke Johannisgasse in seinem Hause ebenfalls für 60 Kinder die Wendlersche Armenfreyschule. Diese wurde später mit der Ratsfreischule vereinigt.